# Acanthodactylus haasi
Acanthodactylus haasi е вид влечуго от семейство Гущерови (Lacertidae). Видът е незастрашен от изчезване.

## Разпространение
Разпространен е в Оман и Саудитска Арабия.